# Persone di nome Augusto
| Questa pagina contiene informazioni ricavate automaticamente dalle voci biografiche con l'ausilio del template Bio e di un bot. L'aggiornamento è periodico e automatico e ricostruisce completamente la pagina. Se manca una persona in questa lista, sei pregato di non aggiungerla, ma accertati piuttosto che la sua voce biografica contenga il template Bio e che i dati anagrafici siano correttamente compilati. Se il template Bio manca, inseriscilo tu stesso o, in alternativa, metti l'avviso {{tmp\|Bio}} che ne segnala la mancanza. Se i dati riportati sono sbagliati, correggi direttamente la voce biografica; le modifiche saranno visibili in questa lista entro pochi giorni. Per chiarimenti vedi il progetto antroponimi. La lista contiene solo le 374 persone che sono citate nell'enciclopedia e per le quali è stato implementato correttamente il template Bio. Pagina aggiornata al 6 ago 2025. |

Questa è una lista di persone presenti nell'enciclopedia che hanno il nome Augusto, suddivise per attività principale.

## Abati(1)
- Augusto di San Sinforiano, abate e santo franco (Bourges, † 560)

## Agronomi(2)
- Augusto Scaramella Manetti, agronomo, dirigente d'azienda e politico italiano (Arsoli, n. 1853 - Roma, † 1920)
- Augusto Tocci, agronomo, botanico e divulgatore scientifico italiano (Badia Tedalda, n. 1946)

## Allenatori di calcio(9)
- Augusto Di Muri, allenatore di calcio e ex calciatore italiano (Lerici, n. 1973)
- Augusto Pinto Duarte Maia, allenatore di calcio e ex calciatore portoghese (Porto, n. 1971)
- Augusto Galletti, allenatore di calcio, calciatore e arbitro di calcio italiano (Milano, n. 1886 - Serra Riccò, † 1945)
- Augusto Gama, allenatore di calcio e ex calciatore portoghese (Lanhas, n. 1970)
- Augusto Gentilini, allenatore di calcio e ex calciatore italiano (Rocca di Papa, n. 1961)
- Augusto Inácio, allenatore di calcio e ex calciatore portoghese (Lisbona, n. 1955)
- Augusto Matine, allenatore di calcio e calciatore portoghese (Maputo, n. 1947 - † 2020)
- Augusto Rangone, allenatore di calcio, dirigente sportivo e giornalista italiano (Alessandria, n. 1885 - Acqui Terme, † 1970)
- Augusto Silva, allenatore di calcio e calciatore portoghese (n. 1902 - † 1962)

## Allenatori di calcio a 5(1)
- Augusto Mónaco, allenatore di calcio a 5 e ex giocatore di calcio a 5 argentino (n. 1970)

## Allevatori(1)
- Augusto Imperiali, allevatore italiano (Cisterna di Latina, n. 1865 - † 1954)

## Alpinisti(1)
- Augusto Gansser-Biaggi, alpinista e geologo svizzero (Milano, n. 1910 - Massagno, † 2012)

## Ammiragli(6)
- Augusto Albini, ammiraglio e politico italiano (Genova, n. 1830 - Roma, † 1909)
- Augusto Aubry, ammiraglio e politico italiano (Napoli, n. 1849 - Taranto, † 1912)
- Augusto Capon, ammiraglio italiano (Venezia, n. 1872 - Auschwitz, † 1943)
- Augusto Miranda y Godoy, ammiraglio, politico e scrittore spagnolo (Archidona, n. 1855 - Santiago de Compostela, † 1920)
- Augusto Hamann Rademaker Grünewald, ammiraglio e politico brasiliano (Rio de Janeiro, n. 1905 - Rio de Janeiro, † 1985)
- Augusto Witting, ammiraglio e scrittore italiano (Napoli, n. 1846 - † 1924)

## Anarchici(1)
- Augusto Masetti, anarchico italiano (Sala Bolognese, n. 1888 - Imola, † 1966)

## Annunciatori televisivi(1)
- Augusto Lombardi, annunciatore televisivo, giornalista e conduttore televisivo |Nazionalità = italiano (Roma, n. 1954)

## Antifascisti(1)
- Augusto Fiorucci, antifascista e partigiano italiano (Thil, n. 1907 - Cantiano, † 1944)

## Antiquari(1)
- Augusto Jandolo, antiquario, poeta e scrittore italiano (Roma, n. 1873 - Roma, † 1952)

## Architetti(11)
- Augusto Antonelli, architetto italiano (Venezia, n. 1885 - Roma, † 1960)
- Augusto Baccin, architetto e urbanista italiano (Roma, n. 1914 - Roma, † 1998)
- Augusto Brusconi, architetto e funzionario italiano (Milano, n. 1859 - Milano, † 1924)
- Augusto Romano Burelli, architetto italiano (Dignano al Tagliamento, n. 1938)
- Augusto Corbi, architetto e restauratore italiano (Masse di Siena, n. 1837 - Siena, † 1901)
- Augusto Ferrari, architetto, pittore e fotografo italiano (San Possidonio, n. 1871 - Buenos Aires, † 1970)
- Augusto Giustini, architetto italiano (Roma, n. 1856)
- Augusto Guidini, architetto e urbanista svizzero (Barbengo, n. 1853 - Milano, † 1928)
- Augusto Jäggli, architetto svizzero (Locarno, n. 1911 - Massagno, † 1999)
- Augusto Magnaghi, architetto e designer italiano (Milano, n. 1914 - Milano, † 1963)
- Augusto de la Vallée, architetto e ingegnere italiano

## Arcivescovi cattolici(6)
- Augusto Bertazzoni, arcivescovo cattolico italiano (Pegognaga, n. 1876 - Potenza, † 1972)
- Augusto Bonetti, arcivescovo cattolico italiano (Murialdo, n. 1835 - Costantinopoli, † 1904)
- Augusto Curi, arcivescovo cattolico italiano (Servigliano, n. 1870 - Bari, † 1933)
- Augusto Álvaro da Silva, arcivescovo cattolico e cardinale brasiliano (Recife, n. 1876 - Salvador, † 1968)
- Augusto Antonio Vicentini, arcivescovo cattolico italiano (L'Aquila, n. 1829 - L'Aquila, † 1892)
- Augusto Antonio Zacco, arcivescovo cattolico italiano (Padova, n. 1662 - Treviso, † 1739)

## Artisti(3)
- Augusto Alvini, artista italiano (Milano, n. 1903 - Milano, † 1992)
- Augusto Pedrazza, artista e fumettista italiano (Milano, n. 1923 - Milano, † 1994)
- Augusto Ranocchi, artista italiano (Urbania, n. 1931 - Roma, † 2011)

## Astisti(1)
- Augusto Dutra de Oliveira, astista brasiliano (Marília, n. 1990)

## Astronomi(1)
- Augusto Testa, astronomo italiano (n. 1950)

## Attori(11)
- Augusto Bandini, attore italiano (Roma, n. 1889)
- Augusto Di Giovanni, attore italiano (Salerno, n. 1900 - Salerno, † 1975)
- Augusto Fornari, attore italiano (Tivoli, n. 1969)
- Augusto Galli, attore e orafo italiano (Bologna, n. 1861 - Bologna, † 1949)
- Álex González, attore spagnolo (Madrid, n. 1980)
- Augusto Marcacci, attore e doppiatore italiano (Firenze, n. 1892 - Roma, † 1969)
- Augusto Mastrantoni, attore italiano (Roma, n. 1894 - Roma, † 1975)
- Augusto Mastripietri, attore italiano (Firenze, n. 1846 - Firenze, † 1930)
- Augusto Schuster, attore e cantante cileno (Santiago del Cile, n. 1992)
- Augusto Zucchi, attore, regista e sceneggiatore italiano (Varazze, n. 1946)
- Augusto Di Bono, attore, doppiatore e direttore del doppiaggio italiano (Sarzana, n. 1950)

## Aviatori(1)
- Augusto Bedacarratz, aviatore argentino (La Pampa, n. 1943)

## Avvocati(5)
- Augusto Agazzi, avvocato e politico italiano (Genova, n. 1886)
- Augusto Bruschettini, avvocato e politico italiano (Senigallia, n. 1841 - Ancona, † 1907)
- Augusto Calore, avvocato, politico e dirigente sportivo italiano (Maserà di Padova, n. 1886 - Lacco Ameno, † 1978)
- Augusto De Martino, avvocato e politico italiano (Napoli, n. 1877 - Resina, † 1940)
- Augusto Donati, avvocato italiano (Modena, n. 1851 - Milano, † 1903)

## Baritoni(1)
- Augusto Brogi, baritono e tenore italiano (Sesto Fiorentino, n. 1847 - Firenze, † 1917)

## Bibliotecari(1)
- Augusto Campana, bibliotecario, filologo e storico italiano (Santarcangelo di Romagna, n. 1906 - Santarcangelo di Romagna, † 1995)

## Botanici(2)
- Augusto Napoleone Berlese, botanico e micologo italiano (Padova, n. 1864 - Milano, † 1903)
- Augusto Béguinot, botanico italiano (Paliano, n. 1875 - Genova, † 1940)

## Calciatori(44)
- Augusto Amaro, calciatore portoghese (n. 1911 - † 1968)
- Augusto Andaveris, ex calciatore boliviano (Chicaloma, n. 1979)
- Augusto Arioni, calciatore italiano (Montevideo, n. 1891)
- Augusto Pereira Loureiro, ex calciatore portoghese (Matosinhos, n. 1987)
- Augusto Gaetano Avanzini, calciatore italiano (Milano, n. 1896 - Sanremo, † 1979)
- Augusto Barrios, calciatore cileno (Arica, n. 1991)
- Augusto Batalla, calciatore argentino (Hurlingham, n. 1996)
- Augusto Bergamino, calciatore italiano (Genova, n. 1898 - Venezia, † 1976)
- Augusto Cambón, calciatore uruguaiano (Montevideo, n. 2005)
- Augusto Capolino, calciatore italiano (Scauri, n. 1924)
- Augusto Chamorro, ex calciatore paraguaiano (n. 1963)
- Augusto Chiecchi, calciatore italiano (Montorio Veronese, n. 1898)
- Augusto Cristina, calciatore italiano (Luino, n. 1914 - Grecia, † 1943)
- Augusto Dabó, calciatore guineense (Bissau, n. 2004)
- Augusto De Giuli, calciatore italiano
- Augusto Faccani, calciatore italiano (Roma, n. 1891 - Roma, † 1944)
- Augusto Fernández, ex calciatore argentino (Pergamino, n. 1986)
- Augusto Ferrais, calciatore italiano (Verona, n. 1902)
- Augusto Gabriele, ex calciatore italiano (Pescara, n. 1962)
- Augusto Guagnino, calciatore italiano
- Augusto Magli, calciatore italiano (Molinella, n. 1923 - San Paolo, † 1998)
- Augusto Maselli, calciatore italiano (Carpi, n. 1896 - Carpi, † 1968)
- Augusto Masetto, calciatore italiano (San Bonifacio, n. 1908 - San Bonifacio, † 1980)
- Augusto Mattei, calciatore italiano (Roma, n. 1910 - Roma, † 1974)
- Augusto Max, calciatore argentino (San Miguel de Tucumán, n. 1992)
- Augusto Mazzucato, calciatore italiano (Padova, n. 1920)
- Augusto Olliaro, calciatore italiano (Casale Monferrato, n. 1915)
- Augusto Pacheco Fraga, ex calciatore brasiliano (Criciúma, n. 1988)
- Augusto Parboni, calciatore italiano (Milano, n. 1900 - Roma, † 1984)
- Augusto Porozo, ex calciatore ecuadoriano (Guayaquil, n. 1974)
- Augusto Batioja, calciatore ecuadoriano (Guayaquil, n. 1990)
- Augusto Ravetta, calciatore italiano (Novara, n. 1910 - Novara, † 1976)
- Augusto Rocha, ex calciatore portoghese (Macao, n. 1935)
- Fernando Santís, ex calciatore cileno (Casablanca, n. 1958)
- Augusto Scala, ex calciatore italiano (Bagno di Romagna, n. 1949)
- Augusto Scappini, calciatore italiano
- Augusto Scarone, calciatore uruguaiano (Montevideo, n. 2004)
- Augusto Schott, calciatore argentino (Arroyito, n. 2000)
- Augusto Maria Sisson, calciatore brasiliano (Niterói, n. 1894 - Porto Alegre, † 1982)
- Augusto Solari, calciatore argentino (Rosario, n. 1992)
- Augusto Vargas Cortés, ex calciatore colombiano (Cali, n. 1962)
- Augusto Zweifel, calciatore italiano (Novara, n. 1921 - Novara, † 2021)
- Augusto da Costa, calciatore brasiliano (Rio de Janeiro, n. 1920 - Rio de Janeiro, † 2004)
- Augusto César Moreira, calciatore brasiliano (Porto Alegre, n. 1992)

## Cantautori(1)
- Augusto Daolio, cantautore italiano (Novellara, n. 1947 - Novellara, † 1992)

## Cardinali(4)
- Augusto Paolo Lojudice, cardinale e arcivescovo cattolico italiano (Roma, n. 1964)
- Augusto Silj, cardinale italiano (Ussita, n. 1846 - Roma, † 1926)
- Augusto Theodoli, cardinale italiano (Roma, n. 1819 - Roma, † 1892)
- Augusto Vargas Alzamora, cardinale e arcivescovo cattolico peruviano (Lima, n. 1922 - Lima, † 2000)

## Cestisti(5)
- Augusto César Lima Brito, cestista brasiliano (Rio de Janeiro, n. 1991)
- Augusto Binelli, ex cestista e allenatore di pallacanestro italiano (Carrara, n. 1964)
- Augusto Duquesne, ex cestista cubano (L'Avana, n. 1969)
- Augusto Ferreyros, cestista peruviano (Lima, n. 1924 - † 2007)
- Augusto Giomo, cestista e allenatore di pallacanestro italiano (Treviso, n. 1940 - Treviso, † 2016)

## Chimici(1)
- Augusto Piccini, chimico italiano (San Miniato, n. 1854 - Firenze, † 1905)

## Chitarristi(1)
- Augusto Mancinelli, chitarrista e compositore italiano (Osimo, n. 1953 - Osimo, † 2008)

## Ciclisti su strada(3)
- Augusto Como, ciclista su strada italiano (Cassano Spinola, n. 1911 - Alessandria, † 1981)
- Augusto Marcaletti, ciclista su strada italiano (Ternate, n. 1934 - † 2023)
- Augusto Zanzi, ciclista su strada italiano (Sant'Ambrogio Olona, n. 1904 - Varese, † 1979)

## Circensi(1)
- Augusto Frediani, circense italiano (Firenze, n. 1846 - Castres, † 1938)

## Collaboratori di giustizia(1)
- Augusto La Torre, collaboratore di giustizia italiano (Mondragone, n. 1962)

## Compositori(8)
- Augusto Grasso, compositore italiano (Genova, n. 1923 - Genova, † 2010)
- Guto Graça Mello, compositore, produttore discografico e direttore artistico brasiliano (Rio de Janeiro, n. 1948)
- Augusto Martelli, compositore, arrangiatore e direttore d'orchestra italiano (Genova, n. 1940 - Milano, † 2014)
- Augusto Massari, compositore e direttore d'orchestra italiano (San Giovanni in Marignano, n. 1887 - Rimini, † 1970)
- Augusto Novaro, compositore e teorico musicale messicano (Città del Messico, n. 1891 - † 1960)
- Augusto Polo Campos, compositore peruviano (Ayacucho, n. 1932 - Lima, † 2018)
- Augusto Rotoli, compositore italiano (Roma, n. 1847 - Boston, † 1904)
- Augusto Cesare Seghizzi, compositore e direttore di coro italiano (Buie, n. 1873 - Gorizia, † 1933)

## Critici letterari(1)
- Augusto Vicinelli, critico letterario e giornalista italiano (Bologna, n. 1888 - Milano, † 1965)

## Dermatologi(1)
- Augusto Ducrey, dermatologo, batteriologo e virologo italiano (Napoli, n. 1860 - Roma, † 1940)

## Diplomatici(2)
- Augusto Peiroleri, diplomatico e politico italiano (Torino, n. 1831 - Torino, † 1912)
- Augusto Rosso, diplomatico italiano (Tronzano, n. 1885 - Firenze, † 1964)

## Direttori del doppiaggio(1)
- Augusto Galli, direttore del doppiaggio, dialoghista e attore italiano (Mantova, n. 1903 - Roma, † 1981)

## Direttori della fotografia(1)
- Augusto Tiezzi, direttore della fotografia italiano (Castagneto Carducci, n. 1910 - Roma, † 1990)

## Dirigenti d'azienda(1)
- Augusto De Gasperi, dirigente d'azienda, banchiere e politico italiano (Civezzano, n. 1893 - Milano, † 1966)

## Dirigenti sportivi(1)
- Augusto César Lendoiro, dirigente sportivo spagnolo (Corcubión, n. 1945)

## Drammaturghi(2)
- Augusto Bianchi Rizzi, commediografo, scrittore e attore italiano (Milano, n. 1940 - Milano, † 2014)
- Augusto Novelli, drammaturgo, giornalista e scrittore italiano (Firenze, n. 1867 - Carmignano, † 1927)

## Economisti(2)
- Augusto Graziani, economista e politico italiano (Napoli, n. 1933 - Napoli, † 2014)
- Augusto Graziani, economista italiano (Modena, n. 1865 - Firenze, † 1944)

## Filologi(2)
- Augusto Mancini, filologo classico, grecista e politico italiano (Livorno, n. 1875 - Lucca, † 1957)
- Augusto Rostagni, filologo classico italiano (Cuneo, n. 1892 - Muzzano, † 1961)

## Filosofi(7)
- Augusto Conti, filosofo italiano (San Miniato, n. 1822 - Firenze, † 1905)
- Augusto Guzzo, filosofo italiano (Napoli, n. 1894 - Torino, † 1986)
- Augusto Illuminati, filosofo, attivista e docente italiano (Perugia, n. 1937)
- Augusto Ponzio, filosofo italiano (San Pietro Vernotico, n. 1942)
- Augusto Vegezzi, filosofo, saggista e insegnante italiano (Piacenza, n. 1932 - Piacenza, † 2022)
- Augusto Vera, filosofo e politico italiano (Amelia, n. 1813 - San Giorgio a Cremano, † 1885)
- Augusto De Giuli Botta, filosofo italiano (Mergozzo, n. 1905 - Mergozzo, † 1957)

## Fisici(2)
- Augusto Raffaele Occhialini, fisico e divulgatore scientifico italiano (Fossombrone, n. 1878 - Genova, † 1951)
- Augusto Righi, fisico italiano (Bologna, n. 1850 - Bologna, † 1920)

## Fotografi(2)
- Augusto De Luca, fotografo italiano (Napoli, n. 1955)
- Augusto Di Giovanni, fotografo e direttore della fotografia italiano (Boville Ernica - † 1962)

## Fumettisti(1)
- Augusto Chizzoli, fumettista italiano (Gavardo, n. 1943 - † 1994)

## Funzionari(3)
- Augusto Lorenzini, funzionario e politico italiano (Roma, n. 1826 - Roma, † 1907)
- Augusto Nomis di Cossilla, prefetto e politico italiano (San Benigno Canavese, n. 1815 - Chiavari, † 1881)
- Augusto di Senarclens de Grancy, funzionario tedesco (Etoy, n. 1794 - Seeheim-Jugenheim, † 1871)

## Generali(12)
- Augusto Agostini, generale e agronomo italiano (Perugia, n. 1895 - † 1955)
- Augusto Guglielmo di Prussia, generale prussiano (Berlino, n. 1722 - Oranienburg, † 1758)
- Augusto Bertaldi, generale italiano (Alassio, n. 1810 - Soresina, † 1887)
- Augusto Bianchi, generale italiano (Pino sulla Sponda del Lago Maggiore, n. 1867 - Bologna, † 1918)
- Augusto Guglielmo di Brunswick-Bevern, generale prussiano (Braunschweig, n. 1715 - Stettino, † 1781)
- Augusto Bucchia, generale e politico italiano (Breganze, n. 1844 - Vicenza, † 1912)
- Augusto Fabbri, generale italiano (Ravenna, n. 1858 - Roma, † 1940)
- Augusto Gallina, generale e aviatore italiano (Palestro, n. 1873 - Torino, † 1947)
- Augusto Pinochet, generale e politico cileno (Valparaíso, n. 1915 - Santiago del Cile, † 2006)
- Augusto Tasso Fragoso, generale e politico brasiliano (São Luís, n. 1869 - Rio de Janeiro, † 1945)
- Augusto Ugolini, generale e militare italiano (Padova, n. 1887 - Roma, † 1977)
- Augusto Vanzo, generale e politico italiano (Dosson, n. 1861 - Roma, † 1932)

## Giocatori di calcio a 5(1)
- Augusto César Vieira da Silva, ex giocatore di calcio a 5 brasiliano (São Lourenço do Oeste, n. 1980)

## Giocatori di football americano(1)
- Augusto Oliveira, giocatore di football americano brasiliano (Brasilia)

## Giornalisti(5)
- Arrigo Frusta, giornalista, sceneggiatore e regista cinematografico italiano (Torino, n. 1875 - Torino, † 1965)
- Augusto Franzoj, giornalista e esploratore italiano (San Germano Vercellese, n. 1848 - San Mauro Torinese, † 1911)
- Augusto Grandi, giornalista e scrittore italiano (Torino, n. 1956)
- Augusto Minzolini, giornalista, politico e opinionista italiano (Roma, n. 1958)
- Augusto Rembado, giornalista italiano (n. 1956 - † 2015)

## Giuristi(3)
- Augusto Barbera, giurista e ex politico italiano (Aidone, n. 1938)
- Augusto Cerino Canova, giurista italiano (Parma, n. 1942 - † 1987)
- Augusto Pierantoni, giurista e politico italiano (Chieti, n. 1840 - Roma, † 1911)

## Illustratori(1)
- Augusto Vecchi, illustratore, scrittore e editore italiano (Aosta, n. 1967)

## Imprenditori(3)
- Augusto Abegg, imprenditore, dirigente d'azienda e filantropo svizzero (Zurigo, n. 1861 - Torino, † 1924)
- Augusto Perfetti, imprenditore italiano (Lainate, n. 1951)
- Augusto de Gori Pannillini, imprenditore e politico italiano (Siena, n. 1820 - Firenze, † 1877)

## Ingegneri(3)
- Augusto Ghetti, ingegnere italiano (Venezia, n. 1914 - Venezia, † 1992)
- Augusto Rima, ingegnere e politico svizzero (Mosogno, n. 1916 - † 2003)
- Augusto Stella, ingegnere e geologo italiano (Chiari, n. 1863 - Roma, † 1944)

## Insegnanti(1)
- Augusto Romagnoli, insegnante italiano (Bologna, n. 1879 - Roma, † 1946)

## Inventori(1)
- Augusto Bissiri, inventore italiano (Seui, n. 1879 - Los Angeles, † 1968)

## Karateka(1)
- Augusto Basile, karateka italiano (Roma, n. 1937)

## Lessicografi(1)
- Augusto Marinoni, lessicografo, filologo e storico italiano (Legnano, n. 1911 - Legnano, † 1997)

## Letterati(1)
- Augusto Serena, letterato italiano (Montebelluna, n. 1868 - Treviso, † 1946)

## Liutai(1)
- Augusto Pollastri, liutaio italiano (Bologna, n. 1877 - Bologna, † 1927)

## Lottatori(1)
- Augusto Midana, lottatore guineense (Nhacra, n. 1984)

## Magistrati(2)
- Augusto Guerriero, magistrato, giornalista e saggista italiano (Avellino, n. 1893 - Roma, † 1981)
- Augusto Setti, magistrato e politico italiano (Modena, n. 1854 - Genova, † 1931)

## Maratoneti(1)
- Augusto Ramos Soares, ex maratoneta e mezzofondista est-timorese (Baucau, n. 1986)

## Medici(3)
- Augusto Michelacci, medico italiano (Firenze, n. 1825 - Firenze, † 1888)
- Augusto Murri, medico e politico italiano (Fermo, n. 1841 - Bologna, † 1932)
- Augusto Palmonari, medico e psicologo italiano (Imola, n. 1935 - Bologna, † 2016)

## Mezzofondisti(1)
- Augusto Maccario, mezzofondista italiano (Ventimiglia, n. 1890 - † 1927)

## Militari(7)
- Augusto Adam, militare e partigiano italiano (Étroubles, n. 1910 - Roma, † 1979)
- Augusto Jacobacci, militare italiano (Vicenza, n. 1917 - Mare Mediterraneo, † 1960)
- Augusto Migliorini, militare, marinaio e partigiano italiano (Piombino, n. 1911 - Finale Ligure, † 1983)
- Augusto Pola, militare italiano (Poggio Renatico, n. 1921 - Zaritskanka, † 1941)
- Augusto Renzini, militare italiano (Nocera Umbra, n. 1898 - Roma, † 1944)
- Augusto Riboty, militare e politico italiano (Poggetto Tenieri, n. 1816 - Nizza, † 1888)
- Augusto Sindici, militare, patriota e poeta italiano (Roma, n. 1839 - Roma, † 1921)

## Missionari(1)
- Augusto Chapdelaine, missionario francese (La Rochelle-Normande, n. 1814 - Guangxi, † 1856)

## Nobili(17)
- Augusto Federico di Sassonia-Meiningen, nobile tedesco (Francoforte sul Meno, n. 1754 - Sonneberg, † 1782)
- Augusto di Brunswick-Lüneburg, nobile tedesco (Dannenberg, n. 1579 - Wolfenbüttel, † 1666)
- Augusto Guglielmo di Brunswick-Lüneburg, nobile (Wolfenbüttel, n. 1662 - † 1731)
- Augusto del Palatinato-Sulzbach, nobile tedesco (Neuburg, n. 1582 - Weinheim, † 1632)
- Augusto di Schleswig-Holstein-Sonderburg-Beck, nobiluomo tedesco (n. 1652 - Bonn, † 1689)
- Augusto di Braganza, nobile portoghese (Lisbona, n. 1847 - Lisbona, † 1889)
- Augusto I di Sassonia, nobile (Freiberg, n. 1526 - Dresda, † 1586)
- Augusto Federico di Hannover, nobile inglese (Buckingham Palace, n. 1773 - Kensington Palace, † 1843)
- Augusto di Sassonia-Lauenburg, nobile (Ratzeburg, n. 1577 - Lauenburg, † 1656)
- Augusto I di Brunswick-Lüneburg, nobile e vescovo luterano tedesco (Celle, n. 1568 - Celle, † 1636)
- Augusto Napoleone Hercolani, VI principe Hercolani, nobile italiano (Bologna, n. 1821 - Bologna, † 1839)
- Augusto Ruspoli Ottoboni, VIII duca di Fiano, nobile italiano (Roma, n. 1880 - Roma, † 1912)
- Augusto di Sassonia-Merseburg, nobile (Merseburg, n. 1655 - Zörbig, † 1715)
- Augusto, IX duca di Croÿ, nobile e politico francese (Condé-sur-l'Escaut, n. 1765 - Condé-sur-l'Escaut, † 1822)
- Augusto Leopoldo di Sassonia-Coburgo-Koháry, nobile brasiliano (Rio de Janeiro, n. 1867 - Schladming, † 1922)
- Augusto Filippo di Schleswig-Holstein-Sonderburg-Beck, nobile danese (Sønderborg, n. 1612 - Löhne, † 1675)
- Augusto di Schleswig-Holstein-Sonderburg-Plön-Norburg, nobile danese (n. 1635 - Plön, † 1699)

## Numismatici(1)
- Augusto de' Brandis, numismatico italiano (Udine, n. 1870 - Venezia, † 1928)

## Orafi(1)
- Augusto Castellani, orafo italiano (Roma, n. 1829 - Roma, † 1914)

## Paleontologi(1)
- Augusto Azzaroli, paleontologo italiano (Bologna, n. 1921 - Firenze, † 2015)

## Pallanuotisti(2)
- Augusto Hurtado, pallanuotista cileno
- Augusto Massa, pallanuotista italiano

## Pallonisti(2)
- Augusto Frullani, pallonista italiano (Monte San Savino, n. 1858 - † 1940)
- Augusto Manzo, pallonista italiano (Santo Stefano Belbo, n. 1911 - Alba, † 1982)

## Partigiani(3)
- Augusto Bazzino, partigiano italiano (Savona, n. 1917 - Savona, † 1945)
- Augusto De Cobelli, partigiano italiano (Novara, n. 1909 - Firenze, † 1945)
- Augusto Pettenò, partigiano italiano (Carpenedo, n. 1907 - Jesolo, † 1981)

## Patrioti(3)
- Augusto Anfossi, patriota e militare italiano (Nizza, n. 1812 - Milano, † 1848)
- Augusto Elia, patriota, militare e politico italiano (Ancona, n. 1829 - Roma, † 1919)
- Augusto Povoleri, patriota italiano (Treviso, n. 1838 - Alicante, † 1870)

## Pedagogisti(1)
- Augusto Alfani, pedagogista e filologo italiano (Firenze, n. 1844 - Firenze, † 1923)

## Personaggi televisivi(1)
- Augusto De Megni, personaggio televisivo italiano (Perugia, n. 1980)

## Piloti automobilistici(1)
- Augusto Farfus, pilota automobilistico brasiliano (Curitiba, n. 1983)

## Piloti motociclistici(2)
- Augusto Fernández, pilota motociclistico spagnolo (Madrid, n. 1997)
- Augusto Taiocchi, pilota motociclistico italiano (Ponteranica, n. 1950 - Ponteranica, † 2010)

## Pittori(17)
- Augusto Alberici, pittore e antiquario italiano (Roma, n. 1846 - † 1922)
- Augusto Bompiani, pittore italiano (Roma, n. 1852 - Roma, † 1930)
- Augusto Camerini, pittore, illustratore e regista italiano (Roma, n. 1894 - Roma, † 1972)
- Augusto Chini, pittore e decoratore italiano (Firenze, n. 1904 - Borgo San Lorenzo, † 1998)
- Augusto Colombo, pittore italiano (Milano, n. 1902 - Milano, † 1969)
- Augusto Corelli, pittore italiano (Roma, n. 1853 - Roma, † 1918)
- Augusto Antonio Dirani, pittore italiano (Forlì, n. 1897 - Forlì, † 1983)
- Augusto Ferrer-Dalmau, pittore spagnolo (Barcellona, n. 1964)
- Augusto Giacometti, pittore svizzero (Borgonovo di Stampa, n. 1877 - Zurigo, † 1947)
- Augusto Lozzia, pittore italiano (Sangiano, n. 1896 - Gardone Riviera, † 1962)
- Augusto Majani, pittore e illustratore italiano (Budrio, n. 1867 - Buttrio, † 1959)
- Augusto Manzini, pittore italiano (San Giovanni Lupatoto, n. 1885 - Verona, † 1961)
- Augusto Mussini, pittore italiano (Reggio Emilia, n. 1870 - Roma, † 1918)
- Augusto Sartori, pittore e insegnante svizzero (Giubiasco, n. 1880 - Bellinzona, † 1957)
- Augusto Sezanne, pittore italiano (Firenze, n. 1856 - Venezia, † 1935)
- Augusto Vanarelli, pittore, scultore e designer italiano (Roma, n. 1913 - Roma, † 1980)
- Augusto Volpini, pittore italiano (Livorno, n. 1832)

## Poeti(7)
- Augusto Blotto, poeta e imprenditore italiano (Torino, n. 1933 - Torino, † 2024)
- Augusto Caroselli, poeta italiano (Roma, n. 1833 - Roma, † 1899)
- Augusto Levi, poeta e scrittore italiano (Trieste, n. 1855 - Trieste, † 1915)
- Augusto Marini, poeta italiano (Roma, n. 1834 - Berna, † 1897)
- Augusto Muscella, poeta e scrittore italiano (Velletri, n. 1923)
- Augusto Terenzi, poeta italiano (n. 1870 - † 1911)
- Augusto dos Anjos, poeta brasiliano (Cruz do Espírito Santo, n. 1884 - Leopoldina, † 1914)

## Politici(33)
- Augusto Armellini, politico italiano (Roma - Roma, † 1912)
- Augusto Avancini, politico italiano (Strigno, n. 1868 - Cles, † 1939)
- Augusto Baccelli, politico italiano (Roma, n. 1832 - Roma, † 1906)
- Augusto Barazzuoli, politico e avvocato italiano (Monticiano, n. 1830 - Firenze, † 1896)
- Augusto Barcia Trelles, politico spagnolo (Vegadeo, n. 1881 - Buenos Aires, † 1961)
- Augusto Battaglia, politico italiano (Milano, n. 1948)
- Augusto Ciuffelli, politico italiano (Massa Martana, n. 1856 - Roma, † 1921)
- Augusto Cortelloni, politico italiano (Montecreto, n. 1947)
- Augusto Curti, politico italiano (Ascoli Piceno, n. 1978)
- Augusto De Marsanich, politico e giornalista italiano (Roma, n. 1893 - Roma, † 1973)
- Augusto Di Stanislao, politico italiano (Mosciano Sant'Angelo, n. 1956)
- Augusto Duchoqué-Lambardi, politico italiano (Portoferraio, n. 1813 - Firenze, † 1893)
- Augusto Fantozzi, politico italiano (Roma, n. 1940 - Roma, † 2019)
- Augusto Gazelli di Rossana, politico italiano (Asti, n. 1855 - Roma, † 1937)
- Augusto Giovannelli, politico italiano (Rieti, n. 1939)
- Augusto Leguía y Salcedo, politico peruviano (Lambayeque, n. 1863 - Lima, † 1932)
- Augusto Liverani, politico italiano (Senigallia, n. 1895 - Dongo, † 1945)
- Augusto Massa, politico italiano (Campobasso, n. 1943)
- Augusto Melica, politico e medico italiano (Lecce, n. 1933 - † 1996)
- Augusto Michelotti, politico sammarinese (San Marino, n. 1950)
- Augusto Muzii, politico e avvocato italiano (Teramo, n. 1829 - Teramo, † 1907)
- Augusto Pedullà, politico e ingegnere italiano (Genova, n. 1916 - Genova, † 1985)
- Augusto Pestana, politico e ingegnere brasiliano (Rio de Janeiro, n. 1868 - Rio de Janeiro, † 1934)
- Augusto Premoli, politico e giornalista italiano (Almenno San Bartolomeo, n. 1911 - † 2004)
- Augusto Rezzonico, politico e dirigente d'azienda italiano (Saronno, n. 1934 - Saronno, † 2025)
- Augusto Righi, politico italiano (Verona, n. 1831 - Verona, † 1902)
- Augusto Rocchi, politico e sindacalista italiano (Milano, n. 1952)
- Augusto Rollandin, politico e veterinario italiano (Brusson, n. 1949 - Aosta, † 2024)
- Augusto Santos Silva, politico portoghese (Porto, n. 1956)
- Augusto Silvestrelli, politico italiano (Roma, n. 1834 - Roma, † 1915)
- Augusto Talamona, politico italiano (Vedano Olona, n. 1920 - Roma, † 1980)
- Augusto Turati, politico, dirigente sportivo e giornalista italiano (Parma, n. 1888 - Roma, † 1955)
- Augusto de Vasconcelos, politico e diplomatico portoghese (Lisbona, n. 1867 - Lisbona, † 1951)

## Politologi(1)
- Augusto Del Noce, politologo, filosofo e politico italiano (Pistoia, n. 1910 - Roma, † 1989)

## Presbiteri(1)
- Augusto Etchécopar, presbitero francese (Saint-Palais, n. 1830 - Bétharram, † 1897)

## Principi(13)
- Augusto Luigi di Anhalt-Köthen, principe (Köthen, n. 1697 - Köthen, † 1755)
- Augusto Ferdinando di Prussia, principe e generale prussiano (Berlino, n. 1730 - Berlino, † 1813)
- Augusto di Svezia, principe svedese (Ekerö, n. 1831 - Stoccolma, † 1873)
- Augusto Cristiano di Anhalt-Köthen, principe tedesco (Köthen, n. 1769 - Köthen, † 1812)
- Augusto di Anhalt-Plötzkau, principe (Dessau, n. 1575 - Plötzkau, † 1653)
- Augusto di Sassonia-Coburgo-Koháry, principe e duca (Vienna, n. 1818 - Ebenthal, † 1881)
- Augusto Federico di Holstein-Gottorp, principe (Gottorp, n. 1646 - Eutin, † 1705)
- Augusto di Beauharnais, principe (Milano, n. 1810 - Lisbona, † 1835)
- Augusto Chigi, II principe di Farnese, principe italiano (Roma, n. 1662 - Roma, † 1744)
- Augusto del Liechtenstein, principe austriaco (Vienna, n. 1810 - Vienna, † 1884)
- Augusto Guglielmo di Prussia, principe prussiano (Potsdam, n. 1887 - Stoccarda, † 1949)
- Augusto Ruspoli, principe e politico italiano (Roma, n. 1817 - Roma, † 1882)
- Augusto di Schwarzburg-Sondershausen, principe (Sondershausen, n. 1691 - Ebeleben, † 1750)

## Produttori cinematografici(1)
- Augusto Caminito, produttore cinematografico, sceneggiatore e regista italiano (Napoli, n. 1939 - Napoli, † 2020)

## Progettisti(1)
- Augusto Panighi, progettista e architetto italiano (Bologna, n. 1908 - Bologna, † 1979)

## Psichiatri(2)
- Augusto Ermentini, psichiatra, psicologo e criminologo italiano (Genova, n. 1927 - Brescia, † 2014)
- Augusto Tamburini, psichiatra italiano (Ancona, n. 1848 - Riccione, † 1919)

## Registi(4)
- César Díaz, regista, sceneggiatore e direttore della fotografia guatemalteco (Città del Guatemala, n. 1978)
- Augusto Fraga, regista e sceneggiatore portoghese (n. 1910 - Lisbona, † 2000)
- Augusto Genina, regista, sceneggiatore e produttore cinematografico italiano (Roma, n. 1892 - Roma, † 1957)
- Augusto Tretti, regista, sceneggiatore e attore italiano (Verona, n. 1924 - Verona, † 2013)

## Registi teatrali(1)
- Augusto Boal, regista teatrale, scrittore e politico brasiliano (Rio de Janeiro, n. 1931 - Rio de Janeiro, † 2009)

## Rivoluzionari(1)
- Augusto César Sandino, rivoluzionario nicaraguense (Niquinohomo, n. 1895 - Managua, † 1934)

## Saggisti(1)
- Augusto Cavadi, saggista italiano (Palermo, n. 1950)

## Saltatori con gli sci(1)
- Augusto Frigo, saltatore con gli sci italiano (Vicenza, n. 1918 - Alessandria, † 2004)

## Scacchisti(2)
- Augusto Ferrante, scacchista italiano (Roma, † 1891)
- Augusto Guglielmetti, scacchista italiano (Roma, n. 1864 - Roma, † 1936)

## Scenografi(1)
- Augusto Ferri, scenografo e pittore italiano (Bologna, n. 1829 - Pesaro, † 1895)

## Schermidori(1)
- Augusto Gutiérrez, ex schermidore venezuelano (Independencia, n. 1930)

## Scrittori(8)
- Augusto d'Halmar, scrittore cileno (Valparaíso, n. 1880 - Santiago del Cile, † 1950)
- Augusto De Angelis, scrittore e giornalista italiano (Roma, n. 1888 - Como, † 1944)
- Augusto Donaudy, scrittore e traduttore italiano (Napoli, n. 1910 - Milano, † 1982)
- Augusto Frassineti, scrittore e traduttore italiano (Faenza - Roma, † 1985)
- Augusto Hermet, scrittore, musicologo e saggista italiano (Trieste, n. 1889 - Fiesole, † 1954)
- Augusto Monterroso, scrittore guatemalteco (Tegucigalpa, n. 1921 - Città del Messico, † 2003)
- Augusto Monti, scrittore e docente italiano (Monastero Bormida, n. 1881 - Roma, † 1966)
- Augusto Roa Bastos, scrittore paraguaiano (Asunción, n. 1917 - Asunción, † 2005)

## Scultori(6)
- Augusto Benvenuti, scultore italiano (Venezia, n. 1839 - Venezia, † 1899)
- Augusto Magli, scultore e pittore italiano (La Spezia, n. 1890 - La Spezia, † 1962)
- Augusto Miniati, scultore e pittore italiano (Settignano, n. 1885 - Firenze, † 1971)
- Augusto Murer, scultore, pittore e partigiano italiano (Falcade, n. 1922 - Padova, † 1985)
- Augusto Passaglia, scultore italiano (Lucca, n. 1837 - Firenze, † 1918)
- Augusto Rivalta, scultore italiano (Alessandria, n. 1837 - Firenze, † 1925)

## Sindacalisti(2)
- Augusto Castrucci, sindacalista italiano (Pisa, n. 1872 - Milano, † 1952)
- Augusto Timoteo Vandor, sindacalista argentino (Bovril, n. 1923 - Buenos Aires, † 1969)

## Sollevatori(1)
- Augusto Fiorentini, sollevatore italiano (Ferrara, n. 1929 - Roveré della Luna, † 2010)

## Sovrani(3)
- Augusto di Sassonia-Gotha-Altenburg, sovrano e scrittore (Gotha, n. 1772 - Gotha, † 1822)
- Augusto III di Polonia, sovrano (Dresda, n. 1696 - Dresda, † 1763)
- Augusto Giorgio di Baden-Baden, sovrano tedesco (Rastatt, n. 1706 - Rastatt, † 1771)

## Storici(4)
- Augusto Franchetti, storico italiano (Firenze, n. 1840 - † 1905)
- Augusto Gaudenzi, storico e giurista italiano (Bologna, n. 1858 - Modena, † 1916)
- Augusto Vittorio Vecchi, storico, scrittore e marinaio italiano (Marsiglia, n. 1842 - Forte dei Marmi, † 1932)
- Augusto Carlos Teixeira de Aragão, storico, numismatico e archeologo portoghese (Lisbona, n. 1823 - Lisbona, † 1903)

## Tennisti(1)
- Augusto Rado, tennista italiano (Milano, n. 1912 - Savona, † 1996)

## Tenori(1)
- Augusto Scampini, tenore italiano (Garlasco, n. 1880 - Barcellona, † 1939)

## Teosofi(1)
- Augusto Agabiti, teosofo italiano (Pesaro, n. 1879 - Roma, † 1918)

## Vescovi(1)
- Augusto di Calatia, vescovo italiano (Africa del Nord - Maddaloni)

## Vescovi cattolici(2)
- Augusto Lauro, vescovo cattolico italiano (Tarvisio, n. 1923 - Cosenza, † 2023)
- Augusto Martín Quijano Rodríguez, vescovo cattolico peruviano (Aija, n. 1969)

## Vescovi luterani(1)
- Augusto di Sassonia-Weissenfels, vescovo luterano tedesco (Dresda, n. 1614 - Halle, † 1680)

## Violinisti(1)
- Augusto Silvestri, violinista e direttore d'orchestra italiano (Castelfranco Emilia, n. 1885 - Genova, † 1969)

## Senza attività specificata(2)
- Augusto Baldesi, vigile del fuoco italiano (Firenze, † 1920)
- Augusto Rotondi, italiano (Bagnacavallo, n. 1868 - Forlì, † 1950)